# Неправильная проверка ввода
Неправильная проверка ввода, или непроверенный пользовательский ввод — это вид уязвимости в программном обеспечении, который может использоваться в качестве эксплоита.
Примеры:
- Переполнение буфера
- Межсайтовый скриптинг
- Атака обхода директорий
- Инъекция нулевого байта
- SQL-инъекция
- Непроверяемое форматирование строки